# Jože Prešeren
Jože Prešeren, slovenski novinar, urednik in jezikoslovec, * 13. april 1939, Novo mesto, † 29. januar 2011 Ljubljana.

## Odlikovanja in nagrade
Leta 2001 je prejel častni znak svobode Republike Slovenije z naslednjo utemeljitvijo: »za dogoletno požrtvovalno kulturno delo v korist slovenskega izseljenstva in njihovo ohranjanje stikov stikov z matično domovino«.